# Here (천상지희 더 그레이스의 노래)
Here은 대한민국 가수 천상지희 더 그레이스의 일곱 번째 일본 싱글 앨범이다. 2008년에 발매되었다. 타이틀곡은 《Here》이다. 天上智喜//CLIFF EDGE라는 이름으로 유닛활동을 하였다. 한국에서는 미발매되었다.

## 수록곡
1. Here
2. Near ~thoughtful・1220~
3. Here (Instrumental)
4. Near ~thoughtful・1220~ (Instrumental)

-DVD-
1. Here (Video Clip)
2. Near ~thoughtful・1220~ (Video Clip)
3. Here (Video Clip Off Shot)